# Carepalxis
Carepalxis is een geslacht van spinnen uit de  familie van de wielwebspinnen (Araneidae).

## Soorten
- Carepalxis beelzebub (Hasselt, 1873)
- Carepalxis bilobata Keyserling, 1886
- Carepalxis camelus Simon, 1895
- Carepalxis coronata (Rainbow, 1896)
- Carepalxis lichensis Rainbow, 1916
- Carepalxis montifera L. Koch, 1872
- Carepalxis perpera (Petrunkevitch, 1911)
- Carepalxis poweri Rainbow, 1916
- Carepalxis salobrensis Simon, 1895
- Carepalxis suberosa Thorell, 1881
- Carepalxis tricuspidata Chrysanthus, 1961
- Carepalxis tuberculata Keyserling, 1886